# Morris Swadesh
Morris Swadesh (Holyoke, Massachusetts, 22 de enero de 1909-Ciudad de México, 20 de julio de 1967) fue un lingüista estadounidense-mexicano. También fue conocido en México como Mauricio Swadesh. 
Junto con Claude Lévi-Strauss, Roman Jakobson y André Martinet, fue uno de los fundadores de la Asociación Internacional de Lingüística.

## Biografía
Nació en Estados Unidos de padres judíos venidos de Besarabia (un área al norte del mar Negro disputada por muchos siglos, por lo cual sus padres eran multilingües). Fue posteriormente naturalizado mexicano.
Estuvo casado en primeras nupcias con la lingüista Mary Rosamund Haas, posteriormente con la también lingüista Frances Leon, y finalmente con la lingüista mexicana Evangelina Arana Osnaya.
Fue discípulo de Edward Sapir, con quien trabajó en sus inicios. Se graduó en lingüística en 1930, en la Universidad de Chicago y en 1933 se doctoró en la Universidad de Yale. Su trabajo inicial se centró en la lengua de los nootka y más tarde en el chitimacha, de la cual descubrió que era una lengua aislada.
En 1937 marcha a México, donde fue director del Consejo de Lenguas Indígenas, y director de lingüística en el Departamento de Asuntos Indígenas y dirigió el Proyecto Tarasco en Michoacán en el año de 1939. También trabajó en la sierra Tarahumara y el estado de Hidalgo con otomí. En 1941 vuelve a los Estados Unidos para ayudar al ejército preparando textos populares para enseñar el ruso y el chino a las tropas, y en la elaboración de diccionarios de chino, birmano, ruso y español. 

### Persecución política
Después de la guerra fue profesor adjunto en el City College of New York (CCNY) pero en 1948 se le retira el pasaporte, acusado de actividades "izquierdistas". En mayo de 1949 fue despedido del CCNY acusado de comunista, como un buen número de antropólogos fue víctima del "terror anticomunista" durante el McCartthismo, aunque continuó trabajando en los Estados Unidos con financiación limitada de la American Philosophical Society hasta 1954. 
En 1954 vuelve a México (invitado nuevamente por el gobierno mexicano) para ejercer como profesor de antropología en el Instituto Politécnico Nacional creando el programa del área de lingüística. En 1956 Swadesh se divorció y se fue definitivamente a México, donde obtuvo una plaza como investigador en la Universidad Nacional Autónoma de México (UNAM) y fue profesor de lingüística en la Escuela Nacional de Antropología e Historia en Ciudad de México donde vivió hasta su muerte.

### Contribuciones
Gran parte de su trabajo aún es rechazado en los Estados Unidos debido a la política de los tiempos de la Guerra Fría y la persecución política que sufrió Swadesh. En Europa había un extraordinario ejemplo de cambio de lenguas en la transición del latín a los idiomas romances (italiano, español, portuqués, francés, y rumano) sobre un período de 2000 años. Como los idiomas eran escritos sería fácil seguir los cambios. Swadesh vio esto como un principio elemental que se podría aplicar a todos los idiomas. 
Su contribución más conocida es la denominada glotocronología, técnica utilizada para definir la genealogía de las lenguas.
Una de sus principales herramientas es la llamada lista Swadesh de 100 "palabras básicas" que se utiliza, no sin controversia, para determinar el grado de separación temporal entre dos o más lenguas.
Desarrolló el mapa lingüístico más completo de los idiomas indígenas de las Américas.

## Artículos, Reseñas y Comentarios
(Abreviaturas: AA American Anthropologist; AL Anthropological Linguistics; Am. Sp. American Speech; BBAA Boletín Bibliográfico de Antropología Americana; CA Current Anthropology; ENAH Escuela Nacional de Antropología e Historia; IJAL International Journal of American Linguistics; INAH Instituto Nacional de Antropología e Historia; INI Instituto Nacional Indigenista; LG Language; RMEA Revista Mexicana de Estudios Antropológicos; SWJA Southwestern Journal of Anthropology; UNAM Universidad Nacional Autónoma de México).
- Swadesh, Morris (1933). (con Mary Hass) A visit to the other world. A Nitinat Text (with translation and grammatical analysis). IJAL 7:195-208.
- Swadesh, Morris (1933). Chitimacha Verbs of Derogatory or Abusive Connotations, with parallels from European Languages. LG 9:192-201.
- Swadesh, Morris (1934). The Phonemic Principle. LG 10:117-129 p.32. Reeditado por Martin Joss en Readings in Linguistics I, The Development of Descriptive Linguistics in America 1925-56, American Council of Learned Societies, Washington: 1957, 32-37.
- Swadesh, Morris (1934). (con G. Herzog, S. Newman, E. Sapir, M. Haas Swadesh y C. Voegelin) Some Orthographic Recommendations. AA 36:629-631.
- Swadesh, Morris (1934). The Phonetics of Chitimacha. LG 10:345-362.
- Swadesh, Morris (1935). The Vowels of Chicago English. LG 11:148-151.
- Swadesh, Morris (1935). Twaddell on Defining the Phoneme. LG 11:245-250.
- Swadesh, Morris (1935). Reseña de “Quileute” por M. T. Andrade. IJAL 8:219-220.
- Swadesh, Morris (1936). Phonemic Contrasts. Am. Sp. 11:298-301.
- Swadesh, Morris (1936). Reseña de “A Manual of Russian Pronunciation” por S. C. Boyanus. LG 12:147-149.
- Swadesh, Morris (1936). Reseña de “Northwest Sahaptian Texts. Part I”, por M. Jacobs. The Pacific Northwest Quarterly 27:179-180.
- Swadesh, Morris (1936). Reseña de “The Psycho- biology of Language”, por G. K. Zipf. AA 38:505-506.
- Swadesh, Morris (1937). A Method for Phonetic Accuracy and Speed. AA 39:728-732.
- Swadesh, Morris (1937). (con S. Newman y G. L. Trager) Comments and Suggestions for an American Phonetic Dictionary. Am. Sp. 12: 138-139.
- Swadesh, Morris (1937). The Phonemic Interpretation of Long Consonants. LG 13:1-10.
- Swadesh, Morris (1937). Some Minimally Different Word Pairs. Am. Sp. 12:127.
- Swadesh, Morris (1937). Reseña de “Zuni”, por R. Bunzel. LG 13:253-255.
- Swadesh, Morris (1938). Bibliography of American Indian Linguistics, 1936-1937. LG 14:318-323.
- Swadesh, Morris (1939). A Condensed Account of Mandarin Phonetics. Travaux du Cercle Linguistique de Prague 8:213-216.
- Swadesh, Morris (1939). (con C. F. Voegelin) A Problem in Phonological Alternation p.88. LG 15:1-10. Reeditado por Martin Joos en Readings in Linguistics, American Council of Learned Societies, Washington: 1957, 88-92.
- Swadesh, Morris (1939). El Congreso Lingüístico y la Educación Rural. Tesis 1:5-7.
- Swadesh, Morris (1939). Edward Sapir. LG 15:132-135.
- Swadesh, Morris (1939). Edward Sapir (bibliografía). BBAA 3:222-227.
- Swadesh, Morris (1939). La Incorporación: Dos Caminos. Memoria de la Conferencia Nacional de Educación, México: 81-83.
- Swadesh, Morris (1939). El Proyecto Tarasco. Memoria de la Conferencia Nacional de Educación, México: 83-88.
- Swadesh, Morris (1939). Nootka Internal Syntax. IJAL 9:77-102.
- Swadesh, Morris (1939). Proyecto de Plan de Educación Indígena en Lengua Nativa Tarasca. BBAA 3 (3).
- Swadesh, Morris (1939). Sobre el Alfabeto Quechua-Aymara, BBAA 3:14-15.
- Swadesh, Morris (1939). Reseña de “Investigaciones Lingüísticas” y “Cuadernos Lingüísticos”. IJAL 9:120-122.
- Swadesh, Morris (1940). El Proyecto Tarasco. La Enseñanza en Lengua Nativa. Tesis 2:13-18.
- Swadesh, Morris (1941). Observation of Pattern Impact on the Phonetics of Bilinguals. Language, Culture and Personality, Sapir Memorial Volume editado por I. A. Hallowell, S. Newman y L. Spier, Menasha, Wisconsin: 59-65.
- Swadesh, Morris (1944). Scientific Linguistics and Basic English. Basic English, The Reference Shelf 17 (1): 194-206.
- Swadesh, Morris (1946). (con Edward Sapir) American Indian Grammatical Categories. Word 2:103-112. Reeditado por Dell Hymes en Language in Culture and Society, Harper and Row, 1964:100-107.
- Swadesh, Morris (1946). South Greenlandic Eskimo. En Linguistic Structures of Native America editado por H. Hoijer, Viking Fund Publications in Anthropology 6:30-54. Nueva York.
- Swadesh, Morris (1946). Chitimacha. En Linguistic Structures of Native America editado por H. Hoijer, Viking Fund Publications in Anthropology 6:312-336. Nueva York.
- Swadesh, Morris (1946). Phonologic Formulas for Atakapa-Chitimacha. IJAL 12:113-132.
- Swadesh, Morris (1946). Talk Russian. Review and Digest, junio, julio, agosto y septiembre: 20 pp.
- Swadesh, Morris (1947). Atakapa-Chitimacha *kw. IJAL 13:120-121.
- Swadesh, Morris (1947). La Planeación Científica de la Educación Indígena en México. Memorias del XXVII Congreso Internacional de Americanistas 2:261-268. México.
- Swadesh, Morris (1947). On the Analysis of English Sylabics. LG 23:137-150.
- Swadesh, Morris (1947). The Phonemic Structure of Proto-Zapotec. IJAL 13:220-230.
- Swadesh, Morris (1948). A Structural Trend in Nootka. Word 4:106-119.
- Swadesh, Morris (1948). Motivations in Nootka Warfare. SWJA 4:76-93.
- Swadesh, Morris (1948). On Linguistic Mechanism. Science and Society 12:254-259.
- Swadesh, Morris (1948). Sociological Notes on Obsolescent Languages. IJAL 14:226-235.
- Swadesh, Morris (1948). South Greenlandic Paradigms. IJAL 14 :29-36.
- Swadesh, Morris (1948). The Time Value of Linguistic Diversity. Ponencia presentada en la Viking Club Supper Conference, Nueva York.
- Swadesh, Morris (1948). Reseña de “Kwakiutl Grammar with a Glossary of the Suffixes”, por F. Boas. Word 4:58-36.
- Swadesh, Morris (1948). Reseña de “¿Qué es la Lingüística?”, por B. Terracini. LG 24:182-183.
- Swadesh, Morris (1949). El Idioma de los Zapotecos. En Los Zapotecos. Monografía Histórica, Etnográfica y Económica dirigida por L. Mendieta y Núñez. Instituto de Investigaciones Sociales de la UNAM: 415-448.
- Swadesh, Morris (1949). The Linguistic Approach to Salish Prehistory. En Indians of the Urban Northwest, editado por M. W. Smith, Columbia University Press, Nueva York.
- Swadesh, Morris (1949). (con Frances León) Two Views of Otomi Prosody. IJAL 15:100-105.
- Swadesh, Morris (1950). Reseña de “Los Chortís ante el Problema Maya”, de R. Girard. Word 6:201-203.
- Swadesh, Morris (1951). Diffusional Cumulation and Archaic Residue as Historic Explanations. SWJA 7:1-21. Reeditado por Morton Freid en Readings in Anthropology, Thomas Crowell, Nueva York: 199-218. Edición revisada en Language in Culture and Society, editado por Dell Hymes, Harper and Row, Nueva York: 624-635. Bobbs Merril reprint A-220.
- Swadesh, Morris (1951). Chitimacha. Encyclopaedia Britannica.
- Swadesh, Morris (1951). Eskimo-Aleut. Encyclopaedia Britannica.
- Swadesh, Morris (1951). American Indian Languages. Collier´s Encyclopaedia.
- Swadesh, Morris (1951). Basic English. Collier´s Encyclopaedia.
- Swadesh, Morris (1951). English Language. Collier´s Encyclopaedia.
- Swadesh, Morris (1951). Eskimo-Aleut. Collier´s Encyclopaedia.
- Swadesh, Morris (1951). Edward Sapir. Collier´s Encyclopaedia.
- Swadesh, Morris (1951). Slang. Collier´s Encyclopaedia.
- Swadesh, Morris (1951). (con Gordon Marsh) Eskimo-Aleut Correspondences. IJAL 17:209-216.
- Swadesh, Morris (1951). La Glotocronología del Náhuatl. Trabajo presentado en la Mesa Redonda de la Sociedad Mexicana de Antropología. Jalapa, julio.
- Swadesh, Morris (1951). La Grotocronología del Yuto-azteca. Mesa Redonda de la Sociedad Mexicana de Antropología, Jalapa, julio.
- Swadesh, Morris (1951). Unaaliq and Proto-Eskimo I. Kleinschmidt Centennial III. IJAL 17:66-70.
- Swadesh, Morris (1951). Reseña de “Africanisms in the Gullah Dialect”, por Lorenzo Dow Turner. Word 7:82-84.
- Swadesh, Morris (1951). Reseña de “Lexical and Morphological Contacts between Souian and Algonquian”, por Nils M. Homer. Word 7:85.
- Swadesh, Morris (1952). Lexico-statistic Dating of Prehistoric Ethnic Contacts (with special reference to North American Indians and Eskimos). Proceedings of the American Philosophical Society 96:453-462.
- Swadesh, Morris (1952). Certain Speech Features of Language Structure in Language History. Actas del Congreso Internacional de Lingüistas.
- Swadesh, Morris (1952). Salish Phonologic Geography. LG 28:237-248.
- Swadesh, Morris (1952). Unaaliq and Proto-Eskimo II: Phonemes and Morphemes. IJAL 18:25-34.
- Swadesh, Morris (1952). Unaaliq and Proto-Eskimo III: Synchronic Notes. IJAL 18:69-76.
- Swadesh, Morris (1952). Unaaliq and Proto-Eskimo IV: Diachronic Notes. IJAL 18:166-171.
- Swadesh, Morris (1952). Unaaliq and Proto-Eskimo V: Comparative Vocabulary. IJAL 18:241-256.
- Swadesh, Morris (1952). Communication. Nationalism and Language Reform in China. Science and Society 16:273.
- Swadesh, Morris (1952). Reseña de “Athapaskan and Sino-Tibetan”, por Robert Shafer. IJAL 18:178-181.
- Swadesh, Morris (1953). Archaeological and Linguistic Chronology of Indo-European Groups. AA 55:349-352.
- Swadesh, Morris (1953). Comentario sobre la crítica de Hockett. IJAL 19:152-153.
- Swadesh, Morris (1953). Cuestionario para el Cálculo Léxico-estadístico de la Cronología Prehistórica. Boletín Indigenista Venezolano 1:517-519.
- Swadesh, Morris (1953). (con Edward Sapir) Coos-Takelma-Penutian Comparisons. IJAL 19:132-137.
- Swadesh, Morris (1953). (con Joseph Greenberg) Jicaque as a Hokan Language. IJAL 19:216-222.
- Swadesh, Morris (1953). Mosan I: A Problem of Remote Common Origin. IJAL 19:26-44.
- Swadesh, Morris (1953). Mosan II: Comparative Vocabulary: IJAL 19:223-236.
- Swadesh, Morris (1953). Salish-Wakashan Lexical Comparisons Noted by Boas. IJAL 19:290-291.
- Swadesh, Morris (1953). The Language of the Archaeological Huastecs. Notes on Middle American Archaelogy and Ethnology 4:223-227.
- Swadesh, Morris (1954). On the Penutian Vocabulary Survey. IJAL 20:123-133.
- Swadesh, Morris (1954). Perspectives and Problems of Amerindian Comparative Linguistics. Word 10:306-332.
- Swadesh, Morris (1954). Time Depths of Amerindian Linguistic Groupings. Con comentarios de G. I. Quimby, H. B. Collins, E. W. Haury, G. F. Ekholm y F. Eggan. AA 56:361-364.
- Swadesh, Morris (1954). Comentario sobre “American Indian Linguistics in the Southwest”, por Stanley Newman. AA 56:639-642.
- Swadesh, Morris (1954). Reseña de “Le Langage. Structure et Evolution”, por Marcel Cohen. LG 20 :342-344.
- Swadesh, Morris (1954). Reseña de « Learning a Foreign Language », por E. A. Nida. Word 10:83-85.
- Swadesh, Morris (1954). Reseña de “The Language of the Papago Indians”, por J. A. Mason. Word 10:110-114.
- Swadesh, Morris (1955). Algunas Fechas Glotocronológicas Importantes para la Prehistoria Nahua. RMEA 14:173-192.
- Swadesh, Morris (1955). Chemakum Lexicon Compared with Quileute. IJAL 21:60-72.
- Swadesh, Morris (1955). La Variación a-e en los Dialectos Nahuas. Archivos Nahuas 1:3-15.
- Swadesh, Morris (1955). Notice. Papago Stop Series. Word 11:191-193.
- Swadesh, Morris (1955). (con Helen Roberts) Linguistic and Ethnological Aspects of Nootka Songs. Segunda Parte de Songs of the Nootka Indians of Western Vancouver Island. Transactions of the American Philosophical Society 45:199-327.
- Swadesh, Morris (1955). The Culture-Historical Meaning of Sapir´s Linguistic Classification. The Journal of the Colorado-Wyoming Academy of Sciences 4:23-24.
- Swadesh, Morris (1955). Towards Greater Accuracy in Lexico-Statistic Dating. IJAL 21:121-137.
- Swadesh, Morris (1955). Towards a Satisfactory Genetic Classification of Amerindian Languages. Anais do XXXI congreso Internacional de Americanistas, Sao Paulo: 1001-1012.
- Swadesh, Morris (1955). Reseña de “English-Eskimo, Eskimo-English Dictionary”, por A. Thiber. Word 11:310-327.
- Swadesh, Morris (1955). Reseña de “Tunica Dictionary”, por Mary Haas. Word 11:350-352.
- Swadesh, Morris (1955). Reseña de “Papers from the Symposium on American Indian Linguistics held at Berkeley, July 7, 1951”. Word 11:353-358.
- Swadesh, Morris (1956). La Capacidad Expresiva de las Lenguas Nativas. Acción Indigenista 32:2-4.
- Swadesh, Morris (1956). Aboriginal American Languages. Encyclopaedia Britannica.
- Swadesh, Morris (1956). Conceptos Geográfico-Cronológicos de Cultura y Lengua. Estudios Antropológicos en Homenaje al Dr. Manuel Gamio: 673-683.
- Swadesh, Morris (1956). Problems of Long Range Comparison in Penutian. LG 32:17-41.
- Swadesh, Morris (1956). Some Limitations of Diffusional Change in Vocabulary. AA 58:301-306.
- Swadesh, Morris (1956). Quantitative Criteria for Providing Linguistic Relationship. Contribution, Section B (Comparative Linguistics). Proceedings of the 7th International Congress of Linguistics, edición de F. Norman: 38-39.
- Swadesh, Morris (1956). The Present State of Research into the Interrelation of Language Families. Contribution, Section B (Comparative Linguistics). Proceedings of the 7th International Congress of Linguistics, edición de F. Norman: 134.
- Swadesh, Morris (1956). What Special Problems Arise in the Comparative Study of Languages without History? What Special Methods are Applicable in such Fields? General Discussion, Section B (Comparative Linguistics). Proceedings of the 7th International Congress of Linguistics, edición de F. Norman: 380-389.
- Swadesh, Morris (1956). Reseña de “Kurze Grammatik der Alten Quiche-Sprache im Popol Vuh”, por Johannes Friederich. LG 32:819-822.
- Swadesh, Morris (1957). Reseña de “Subject and Predicate: A Contribution to the Theory of Syntax”, por A. Sandman . LG 33:190-192.
- Swadesh, Morris (1957). Reedición de varios trabajos anteriores en Readings in Linguistics, editado por Martin Joos.
- Swadesh, Morris (1958). (con Wanda Hanke y Arion dall´Igna Rodrígues). Notas de Fonología Mekens. Miscellanea Paul Rivet Octogenario Dicata 2: 185-217.
- Swadesh, Morris (1958). Some New Glottochronological Dates for Amerindian Linguistic Groups. Proceedings of the Thirty-Second International Congress of Americanists, Copenhague 1956:670-674.
- Swadesh, Morris (1958). Introduction a Comanche Texts por Elliot Canonge. Linguistic Series 1, Norman, Oklahoma, Summer Institute of Linguistics.
- Swadesh, Morris (1958). (con M. T. Fernández y R. J. Weitlaner) Panorama Etnolingüístico de Oaxaca. Materiales de la Mesa Redonda sobre Oaxaca y el Istmo. RMEA.
- Swadesh, Morris (1959). Glottochronology. Lectura n.º 18 de Readings in Anthropology, editado por Morton Fried, Nueva York, 1:199-218.
- Swadesh, Morris (1959). Linguistics as an Instrument of Prehistory. SWJA 15:20-33. Reeditado por Dell Hymes en Language in Culture and Society, Harper and Row, Nueva York: 574-583. Bobbs Merril Reprint A-221.
- Swadesh, Morris (1959). Don Gumesindo Mendoza y el Origen del Nahuatl, México en la Cultura (Novedades), abril 12.
- Swadesh, Morris (1959). El Origen de 2000 Lenguas Indígenas en América. México en la Cultura (Novedades), octubre 18.
- Swadesh, Morris (1959). The Mesh Principle in Comparative Linguistics. AL 1 (2):7-14.
- Swadesh, Morris (1959). (con M. T. Fernández y R. J. Weitlaner) Some Findings on Oaxaca Language Classification and Cultural Terms. IJAL 25:54-58.
- Swadesh, Morris (1959). Ochenta Lenguas Autóctonas. El Esplendor del México Antiguo, Centro de Investigaciones Antropológicas de México, 1:85-96.
- Swadesh, Morris (1959). Reseña de “Sistema Fonético del Macoita”, por M. Hildebrant. LG 35:105-108.
- Swadesh, Morris (1960). Comentario (integrado al texto) sobre “Lexico-statistics So Far”, por Dell Hymes. CA 1:3-44.
- Swadesh, Morris (1960). On Interhemispheric Linguistic Connections, en Culture in History: Essays in Honor of Paul Radin, edición de S. Diamond, Nueva York, Columbia Press: 894-924.
- Swadesh, Morris (1960). On the Unit of Translation. AL 2 (2):39-42.
- Swadesh, Morris (1960). The Oto-Manguean Hypothesis and Macro-Mixtecan, IJAL 26:79-111.
- Swadesh, Morris (1960). Problems in Language Salvage for Prehistory. Bulletin 3 del International Committee on Urgent Anthropological and Ethnological Research, International Union of Anthropological and Ethnological Sciences: 13-19.
- Swadesh, Morris (1960). (con Norman A. McQuown) Bericht der vom XXXIII Internationalen Amerikanisten-Kongress eingesetzten linguistischen Kommission, Actas del XXXIII Congreso Internacional de Americanistas: 727:728.
- Swadesh, Morris (1960). Unas Correlaciones de Arqueología y Lingüística. Apéndice de El Problema Indoeuropeo, por Pedro Bosch Gimpera. Instituto de Historia de la UNAM:343-352 y mapas.
- Swadesh, Morris (1960). Discussion of Middle American Linguistics 1955, by Norman McQuown. Middle American Anthropology 2:32-34, edición de Gordon Willey et al., Pan American Union, Social Science Monograph 10.
- Swadesh, Morris (1961). The Culture Historic Implications of Sapir´s Linguistic Classification. En A William Cameron Townsend en el Vigésimo Quinto Aniversario del Instituto Lingüístico de Verano: 663-671.
- Swadesh, Morris (1961). Interrelaciones de las Lenguas Mayas. Anales del INAH 13:231-267.
- Swadesh, Morris (1961). Los Supuestos Australianos en América. Homenaje a Pablo Martínez del Río en el XXV Aniversario de la Edición de los Orígenes Americanos: 147-167.
- Swadesh, Morris (1961). Algunos Reflejos Lingüísticos de la Prehistoria de Chiapas. Trabajos de la VII Mesa Redonda de la Sociedad Mexicana de Antropología, sobre Los Mayas del Sur y sus Relaciones con los Nahuas Meridionales, realizada en San Cristóbal de las Casas, Chiapas. RMEA: 145-159.
- Swadesh, Morris (1961). Problemas en el Salvamento del Lenguaje para la Prehistoria. Revista del Museo Nacional (Lima): 60-64.
- Swadesh, Morris (1961). (con Roberto Escalante) Una Adaptación Lingüística a la Prehistoria Indoeuropea. Proceedings of the 5th International Congress of Prehistory and Prehistoric Sciences, Hamburgo: 799.
- Swadesh, Morris (1961). Notas a “El Método Léxico-estadístico y su Aplicación a las Relaciones del Vascuense”, por Antonio Tovar. Boletín de la Real Sociedad Vascongada de los Amigos del País, año VII, 3:1418-1421.
- Swadesh, Morris (1962). Archaic Doublets in Altaic. Ural-Altaic Studies 15:293-330.
- Swadesh, Morris (1962). Linguistic Relations Across Behring Strait. AA 64:1262-1291.
- Swadesh, Morris (1962). Comentarios a “On the Validity of Glottochronology”, por Knut Bergslund y Hans Vogt. CA 5:143-145.
- Swadesh, Morris (1962). Prólogo al Manual del Tzeltal. Ensayo de Gramática del Tzeltal de Bachajón, por Carlos Robles. Universidad Iberoamericana, Publicaciones en Antropología: 9-11.
- Swadesh, Morris (1962). Reseña de “Aleut Dialects of Atka and Attu”, por K. Bergslund. LG 36:101-103.
- Swadesh, Morris (1963). A Punchcard System of Cognate Hunting. IJAL 29:283-288.
- Swadesh, Morris (1963). La Lingüística de las Regiones entre las Civilizaciones Mesoamericanas y Andinas. Actas del XXXIII Congreso Internacional de Americanistas, San José, Costa Rica, 1958, 1:85-96.
- Swadesh, Morris (1963). Nuevo Ensayo de Glotocronología Yutonahua. Anales del INAH 15:263-302.
- Swadesh, Morris (1963). Comentarios sobre la Tabla de las Lenguas Aborígenes de América Latina preparada por Sol Tax para la Encyclopaedia Británica, en “Discussion and Criticism on Aboriginal Languages of Latin America”, CA 4.3:317-318.
- Swadesh, Morris (1963). Reseña de “The Gramatical Structure of Oaxaca Chontal”, por V. G. Waterhouse. AA 65:1197-1198.
- Swadesh, Morris (1964). Afinidades de las Lenguas Amerindias. Akten des 34. Internationalen Amerikanisten-Kongress, Viena 1960:729-738.
- Swadesh, Morris (1964). Algunos Problemas de la Lingüística Otomangue. Anales de Antropología UNAM 1:91-123.
- Swadesh, Morris (1964). Comparative Penutian Glosses of Sapir. En Studies in Californian Linguistics, editado por William Bright, University of California Press, Berkeley y los Ángeles; University of California Publications in Linguistics 34:182-191.
- Swadesh, Morris (1964). Interim Notes on Oaxacan Phonology. SWJA 20:168-189.
- Swadesh, Morris (1964). Linguistic Overview. En Prehistoric Man in the New World, editado por E. Norbeck y J. Jennings, Chicago University Press: 527-556.
- Swadesh, Morris (1964). Primitivismo en las Lenguas de América y Eurasia. Actas y Memorias de XXXV Congreso Internacional de Americanistas, México 1962:465-469.
- Swadesh, Morris (1964). Middle American Languages. Lexicostatistic Classification. Handbook of Middle American Indians, en prensa.
- Swadesh, Morris (1964). Problemas del Estudio Lingüístico de la Transculturación Religiosa. Actas y Memorias del XXXV Congreso Internacional de Americanistas, México 1962:609-615.
- Swadesh, Morris (1964). El Tamaulipeco. RMEA 19:93-104.
- Swadesh, Morris (1964). Glottochronology. A Dictionary of the Social Sciences, UNESCO, París: 289-290.
- Swadesh, Morris (1964). Semantics. A Dictionary of the Social Sciences, UNESCO, París: 632-634.
- Swadesh, Morris (1965). Kalapuya and Takelma. IJAL 31:237-240.
- Swadesh, Morris (1965). Language Universals and Research Efficiency in Descriptive Linguistics. Canadian Journal of Linguistics 10 (2-3) :147-155.
- Swadesh, Morris (1965). Origen y Evolución del Lenguaje Humano. Anales de Antropología UNAM 2:61-88.
- Swadesh, Morris (1966). Algunos Sistemas para la Comparación Lingüística. Ciencias de la Información y la Computación UNAM 1:5-28.
- Swadesh, Morris (1966). (et al.) A Preliminary Glottochronology of Gur Languages. Journal of West African Languages 3:27-66.
- Swadesh, Morris (1966). Comentarios sobre “New Mathematics for Glottochronology”, por Nicholas J. van der Merwe. CA 7:497.
- Swadesh, Morris (1966). La Huelga Estudiantil a Través de unas Ventanas. Historia y Sociedad 5, Suplemento 1:10-11.
- Swadesh, Morris (1966). Porhé y Maya. Anales de Antropología UNAM 3:175-203.
- Swadesh, Morris (1966). (con Evangelina Arana) Algunos Conceptos de la Prehistoria Yutonahua. Summa Antropológica en Homenaje a R. J. Weitlaner, INAH: 573-578.
- Swadesh, Morris (1967). Cuatro Siglos de Transculturación Lingüística en el Porhé. Anales de Antropología UNAM 4:161-185.
- Swadesh, Morris (1967). El Impacto Sociológico de la Enseñanza en Lengua Vernácula. El Simposio de Bloomington, agosto de 1964. Actas, Informes y Comunicaciones, Instituto Caro y Cuervo, Bogotá: 212-220.
- Swadesh, Morris (1967). (con Joseph E. Grimes y Leonardo Manrique) Proyecto para Desarrollar la Investigación de las Lenguas Autóctonas de México. El Simposio de Bloomington, agosto de 1964. Actas, Informes y Comunicaciones, Instituto Caro y Cuervo, Bogotá: 250-253.
- Swadesh, Morris (1967). Linguistic Classification in the Southwest. En Southwestern Ethnolinguistics, editado por Dell Hymes, La Haya, Mouton: 281-309.
- Swadesh, Morris (1967). Las Lenguas de Oaxaca. Serie Culturas de Oaxaca, Conferencias Dictadas en el Museo Nacional de Antropología (mimeo).
- Swadesh, Morris (1968). Algunas Orientaciones Generales sobre la Escritura Maya. Estudios de Cultura Maya UNAM 7. En prensa.

El lector interesado encontrará dos estudios biográficos y sobre la obra de Mauricio Swadesh, en “Mauricio Swadesh (1909-1967)”, por Dell Hymes, Anales de Antropología UNAM 5:213-226, y en el Prólogo escrito por Daniel Cazes, Juan José Rendón y Madalena Sancho, para la obra Elementos del Tarasco Antiguo, de Mauricio Swadesh, Instituto de Investigaciones Históricas de la UNAM, en prensa.
Nueva publicación--Diachronica: International Journal for Historical Linguistics. vol. XXVII, número 2, verano de 2010, John Benjamins Publishing Co. Amsterdam/Philadelphia. special issue: conmemorando el centenario del nacimiento de Mauricio Swadesh